# Beraea walteri
Beraea walteri är en nattsländeart som beskrevs av Malicky 1975. Beraea walteri ingår i släktet Beraea och familjen sandrörsnattsländor. Inga underarter finns listade i Catalogue of Life.